# Walter William Skeat
Walter William Skeat (Londra, 1835 – Cambridge, 1912) è stato un filologo britannico.
Fondatore dell'English dialect society nel 1873, curò edizioni di John Barbour e William Langland; tra i suoi discepoli vi fu Henry Bradley.